# Lobocraspeda coeruleostriga
Lobocraspeda coeruleostriga là một loài bướm đêm trong họ Geometridae.